# Edvard Helsted
Edvard Mads Ebbe Helsted, född den 8 december 1816 i Köpenhamn, död den 1 mars 1900 i Fredensborg, var en dansk tonsättare, bror till Carl Helsted, farbror till Gustav Helsted, syssling till Axel Helsted.
Helsted blev violinist i Det Kongelige Kapel 1838, var andre kapellmästare där 1863–1869, pianolärare vid konservatoriet 1869–1890 samt fick sistnämnda år professors titel. Han utgav sånger samt komponerade eller arrangerade musik till flera av Bournonvilles baletter, såsom Toreadoren, Psyche med flera.

## Utmärkelser
- Riddare av Dannebrogorden,  1866[4]
- Professors namn,  1890[4]

[Redigera Wikidata]